# Ploemel
Ploemel is een gemeente in het Franse departement Morbihan (regio Bretagne). De plaats maakt deel uit van het arrondissement Lorient. De gemeente telde 3.109 inwoners op 1 januari 2022.

## Geografie
De oppervlakte van Ploemel bedroeg op 1 januari 2022 25,16 vierkante kilometer; de bevolkingsdichtheid was toen 123,6 inwoners per km².

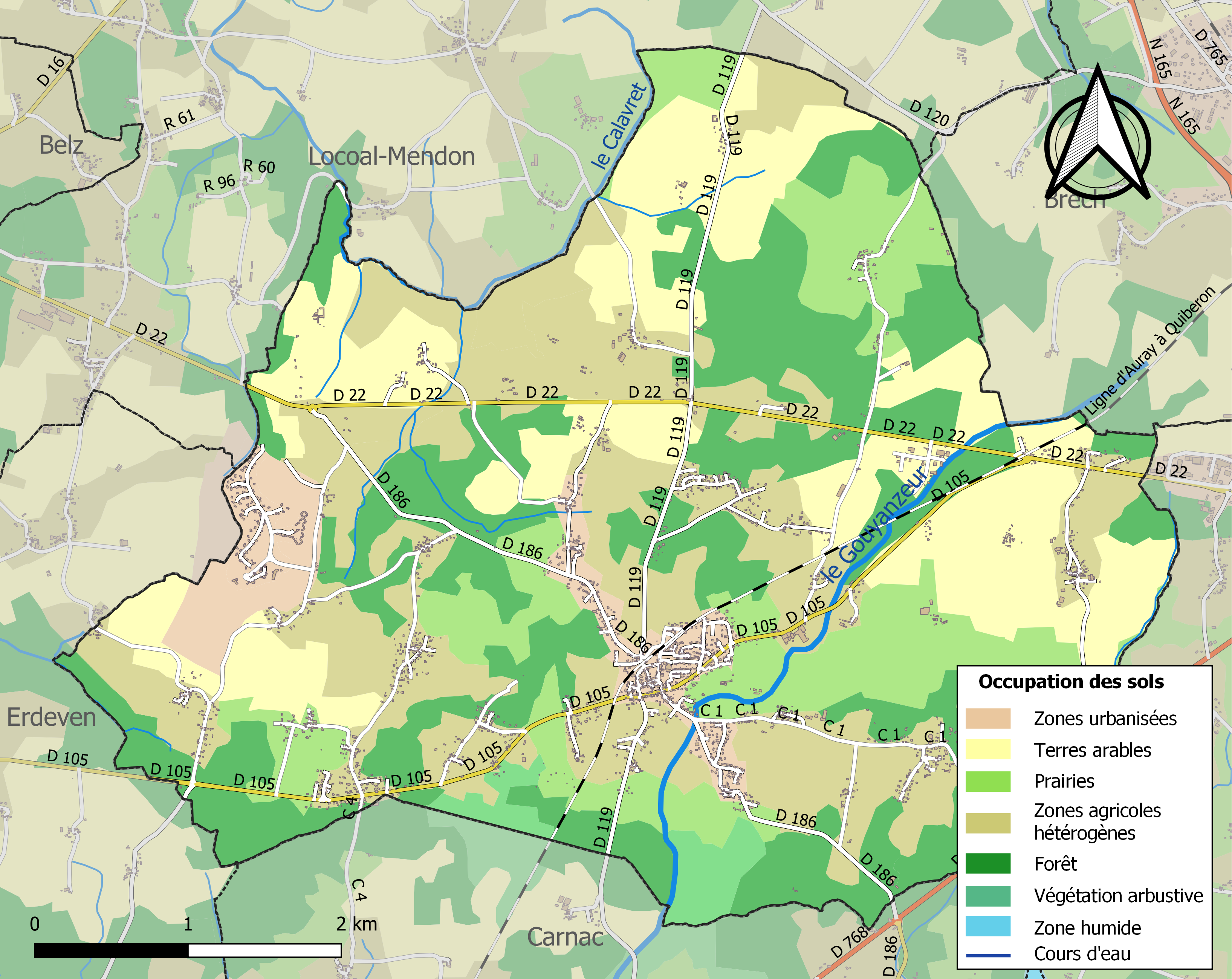
Kaart van de gemeente met de belangrijkste infrastructuur, bodemgebruik en omliggende gemeenten

## Verkeer
In de gemeente ligt de spoorweghalte Belz-Ploemel, enkel bediend in de vakantieperiode door de trein Tire-Bouchon.

## Demografie
Onderstaande figuur toont het verloop van het inwonertal (bron: INSEE-tellingen).